# Un encargo difícil
Un encargo difícil es una novela de Pedro Zarraluki, ganadora del premio Nadal en 2005.

## Argumento
Está ambientada en la inmediata posguerra de la guerra civil española. Construida desde una proelipsis en la que se adelanta el desenlace (una anticipación deliberadamente engañosa, sin duda, como podrán ver los potenciales lectores), y por medio de secuencias narrativas en las que convergen y se entremezclan distintos puntos de vista, el argumento de Un encargo difícil se desarrolla en la isla de Cabrera. Sus personajes en el pequeño mundo de la menor de las Gimnesias se sienten perdedores del enfrentamiento: 
- Leonor Dot y su hija Camila, desterradas en Cabrera por ser esposa e hija, respectivamente, de un combatiente republicano que ha sido fusilado por los vencedores;
- Benito Buroy, un asesino obligado por la Policía franquista a eliminar a Markus Vogell, agente doble alemán;
- el capitán Constantino Menéndez, comandante militar de la guarnición, atormentado por lo que considera un destino muy poco acorde con sus méritos;
- Felisa García y su marido, Paco, quienes regentan la cantina y se lamentan por la suerte que les ha tocado ("la vida es una mierda" es el lema del cantinero);
- El Lluent, un curtido pescador de carácter enigmático y hosco.

Durante toda la novela estos personaje van conociendo, cambiando la inicial indiferencia o desconfianza por una cierta empatía final. Y es precisamente en estas relaciones humanas donde reside el principal atractivo de esta novela. También llama la atención del lector el contraste entre el optimismo motivado por las relaciones entre Leonor, Camila y Felisa y el clima opresivo y asfixiante del conjunto de la historia.
Al contrario que hoy en día que asociamos las hermosas Islas baleares con una imagen de tranquilidad, calidez y belleza, la novela muestra un mar gris y un mundo aislado no solo geográficamente, sino que el pesimismo y los agobios propician un aislamiento mental en el pasado, donde se vivieron momentos más felices. Durante el desarrollo de la novela se entrevé otro enfrentamiento debido a otro conflicto, ya que en esa época España parecía destinada a servir del bando del Eje, por eso abundan las referencias a una posible invasión inglesa.